# Vòng loại Giải vô địch bóng đá nữ thế giới 2011 (Play-off UEFA)
Vòng play-off của vòng loại Giải vô địch bóng đá nữ thế giới 2011 khu vực châu Âu gồm các trận đấu diễn ra theo thể thức sân nhà sân khách nhằm tìm ra các đội tuyển tham dự Giải vô địch bóng đá nữ thế giới 2011. Giai đoạn play-off có sự góp mặt của các đội đứng đầu các bảng đấu ở giai đoạn một vòng loại khu vực châu Âu.

## Thể thức
Vòng play-off gồm hai phần:
Phần thứ nhất là vòng loại trực tiếp vào vòng chung kết World Cup 2011. Tám đội được bốc thăm chia cặp thi đấu hai lượt - đội thắng của mỗi cặp sẽ giành vé tới Đức.
Phần thứ hai là vòng loại tranh suất dự trận play-off UEFA-CONCACAF. Bốn đội thua vòng play-off trực tiếp được bốc thăm chia cặp thi đấu hai lượt, sau đó hai đội thắng sẽ tiếp tục đối đầu trận play-off thứ hai để tìm ra đội thi đấu với đội thứ ba CONCACAF nhằm tìm kiếm cơ hội cuối cùng dự World Cup 2011.

## Vòng play-off 1 và cách phân hạt giống
Việc xếp hạt giống bốc thăm vòng play-off dựa trên kết quả ở vòng loại này cộng với thành tích tại Euro 2009.
| Chú thích                |
| ------------------------ |
| Đội hạt giống            |
| Đội không phải hạt giống |

| Bảng | Đội       | Hệ số phân hạt giống |
| ---- | --------- | -------------------- |
| 8    | Thụy Điển | 2,875                |
| 1    | Pháp      | 2,833                |
| 2    | Na Uy     | 2,750                |
| 5    | Anh       | 2,625                |
| 3    | Đan Mạch  | 2,563                |
| 7    | Ý         | 2,500                |
| 4    | Ukraina   | 2,250                |
| 6    | Thụy Sĩ   | 2,000                |

### Các trận đấu
| Pháp | 0–0      | Ý |
| ---- | -------- | - |
|      | Chi tiết |   |

| Ý                               | 2–3      | Pháp                                         |
| ------------------------------- | -------- | -------------------------------------------- |
| Panico 34' · Domenichetti 90+3' | Chi tiết | Bussaglia 54' · Thiney 58' · Bompastor 90+2' |

Pháp thắng với tổng tỉ số 3–2 và giành vé dự vòng chung kết. Ý tiến vào vòng play-off.
| Anh                           | 2–0      | Thụy Sĩ |
| ----------------------------- | -------- | ------- |
| Williams 44' · K. Smith 45+2' | Chi tiết |         |

| Thụy Sĩ                    | 2–3      | Anh                                                    |
| -------------------------- | -------- | ------------------------------------------------------ |
| Bachmann 41' · Zumbühl 65' | Chi tiết | K. Smith 32' · Eniola Aluko 34' · Williams 50' (ph.đ.) |

Anh thắng với tổng tỉ số 5–2 và giành vé dự vòng chung kết. Thụy Sĩ tiến vào vòng play-off.
| Ukraina | 0–1      | Na Uy      |
| ------- | -------- | ---------- |
|         | Chi tiết | Mjelde 32' |

| Na Uy                         | 2–0      | Ukraina |
| ----------------------------- | -------- | ------- |
| Pedersen 6' · Gulbrandsen 86' | Chi tiết |         |

Na Uy thắng với tổng tỉ số 3–0 và giành vé dự vòng chung kết. Ukraina tiến vào vòng play-off.
| Thụy Điển                  | 2–1      | Đan Mạch            |
| -------------------------- | -------- | ------------------- |
| Forsberg 12' · Schelin 61' | Chi tiết | Paaske-Sørensen 64' |

| Đan Mạch                               | 2–2 (h.p.) | Thụy Điển       |
| -------------------------------------- | ---------- | --------------- |
| J. Rasmussen 41' · Paaske-Sørensen 43' | Chi tiết   | Rohlin 73', 94' |

Thụy Điển thắng với tổng tỉ số 4–3 và giành vé dự vòng chung kết. Đan Mạch tiến vào vòng play-off.

## Giai đoạn play-off tranh vé vớt
|  | Vòng I   | Vòng I   | Vòng I  | Vòng I | Vòng I |   |   | Vòng II | Vòng II | Vòng II | Vòng II | Vòng II |
|  |          |          |         |        |        |   |   |         |         |         |         |         |
|  | Ukraina  | Ukraina  | 0       | 0      | 0      |   |   |         |         |         |         |         |
|  | Ý        | Ý        | 3       | 0      | 3      |   |   |         |         |         |         |         |
|  |          |          |         |        |        |   | Ý | Ý       | 1       | 4       | 5       |         |
|  |          | Thụy Sĩ  | Thụy Sĩ | 0      | 2      | 2 |   |         |         |         |         |         |
|  | Đan Mạch | Đan Mạch | 1       | 0      | 1      |   |   |         |         |         |         |         |
|  | Thụy Sĩ  | Thụy Sĩ  | 3       | 0      | 3      |   |   |         |         |         |         |         |

### Vòng I
| Đan Mạch   | 1–3      | Thụy Sĩ                                           |
| ---------- | -------- | ------------------------------------------------- |
| Harder 87' | Chi tiết | Crnogorcevic 18' · Zumbühl 50' · Abbé 83' (ph.đ.) |

| Thụy Sĩ | 0–0      | Đan Mạch |
| ------- | -------- | -------- |
|         | Chi tiết |          |

Thụy Sĩ thắng với tổng tỉ số 3–1 và tiến vào vòng play-off II.
| Ukraina | 0–3      | Ý                                 |
| ------- | -------- | --------------------------------- |
|         | Chi tiết | Conti 60' · Panico 81' · Pini 89' |

| Ý | 0–0      | Ukraina |
| - | -------- | ------- |
|   | Chi tiết |         |

Ý thắng với tổng tỉ số 3–0 và tiến vào vòng play-off II.

### Vòng II
| Ý           | 1–0      | Thụy Sĩ |
| ----------- | -------- | ------- |
| Tuttino 86' | Chi tiết |         |

| Thụy Sĩ          | 2–4      | Ý                                                  |
| ---------------- | -------- | -------------------------------------------------- |
| Maendly 56', 79' | Chi tiết | Panico 52' · Camporese 61' (ph.đ.), 63' · Tona 89' |

Ý thắng với tổng tỉ số 5–2 và tiến vào trận play-off UEFA-CONCACAF.